# Platycyamus flaviscutatus
Platycyamus flaviscutatus är en kräftdjursart som beskrevs av Waller 1989. Platycyamus flaviscutatus ingår i släktet Platycyamus och familjen vallöss. Inga underarter finns listade i Catalogue of Life.